# كأس ملك البحرين 2009
كأس ملك البحرين لكرة القدم 2009 هي النسخة الرابعة والخمسون من كأس ملك البحرين لكرة القدم. جرت من 15 مايو إلى 17 يوليو 2009. توج المحرق باللقب بعدما تغلب في المباراة النهائية على الرفاع 10-9 بركلات الجزاء الترجيحية.

## الدور التمهيدي
| التضامن                                          | 1-2 | البديع                    |
| ------------------------------------------------ | --- | ------------------------- |
| طالب عبد اللطيف 59' (ضربة جزاء) · حسين محفوظ 69' |     | أحمد عادل 55' (ضربة جزاء) |

| الاتحاد                                                                                | 1-4 | الاتفاق                    |
| -------------------------------------------------------------------------------------- | --- | -------------------------- |
| محمد تانغو 22' · محمد يوسف محمد 69' (ضربة جزاء) · أحمد ميرزا 81' · حسين عبد الجبار 90' |     | جعفر محمد حبيب العصفور 85' |

| قلالي              | 2-2 (ب.و.إ.) | مدينة عيسى                                   |
| ------------------ | ------------ | -------------------------------------------- |
| جيرسو جاز 40'، 60' |              | عيسى خليفة 68' (ضربة جزاء) · نبيل محمد 90+7' |

## الدور الثمن النهائي
| الحد                                                        | 2-4 | الشباب                             |
| ----------------------------------------------------------- | --- | ---------------------------------- |
| محمد مكي 28' · خليل محمد 89'، 110' · سيد باقر سيد جلال 119' |     | عيسى بهرام 44' · محمود العجيمي 49' |

| المحرق                                                                           | 0-4 | التضامن |
| -------------------------------------------------------------------------------- | --- | ------- |
| إبراهيم خالد المقلة 19'، 90+3' (ضربة جزاء) · أحمد جاسم 21' · حسام حمود سلطان 53' |     |         |

| سترة                                                      | 0-3 | المنامة |
| --------------------------------------------------------- | --- | ------- |
| محمد عقيل 74' · علي أحمد حبيب 76' · إبراهيم أحمد حبيب 80' |     |         |

| الرفاع                                                                             | 0-5 | الاتحاد |
| ---------------------------------------------------------------------------------- | --- | ------- |
| محمد سلمان مكي 5'، 86' · نضال إسماعيل 13' · حسين سلمان مكي 40' · عبد الله عبدو 81' |     |         |

| البسيتين                                   | 1-2 | المالكية           |
| ------------------------------------------ | --- | ------------------ |
| عبد الوهاب علي 19' · غازي ماجد الكواري 26' |     | حسن خميس المري 69' |

| الأهلي                                        | 1-3 | البحرين                |
| --------------------------------------------- | --- | ---------------------- |
| عبد الله فيصل حميدان 51'، 75' · جمال راشد 54' |     | محمد عيسى الطهمازي 12' |

| الرفاع الشرقي                | 2-3 | قلالي                   |
| ---------------------------- | --- | ----------------------- |
| جورج 17' · أحمد سعد 42'، 62' |     | جونسون صنداي 64'، 90+1' |

| النجمة                                                                             | 0-6 | الحالة |
| ---------------------------------------------------------------------------------- | --- | ------ |
| راشد جمال 27' · جيفرسون 40'، 90+3' · محمد نور الدين 81'، 87' · محمد سند بوسنود 89' |     |        |

## الدور الربع النهائي
| المحرق | 0-10 | الحد |
| --- | ---- | ---- |
| حسين علي 2' · وليد الحيام 16' · فهد يوسف الحردان 24' · إبراهيم خالد المقلة 27' · حسام حمود سلطان 37'، 64' · علي عامر 72'، 86' · خالد سالمين 88' · أحمد جاسم 90' |      |      |

| الرفاع                                | 0-2 | سترة |
| ------------------------------------- | --- | ---- |
| محمد سلمان مكي 65' · نضال إسماعيل 82' |     |      |

| الأهلي                                                | 3-4 | البسيتين                             |
| ----------------------------------------------------- | --- | ------------------------------------ |
| دانيال ميلان 1'، 71' · علاء حبيل 38' · جمال راشد 100' |     | علي نيروز 39' · ربيع العفوي 50'، 90' |

| النجمة                             | 1-2 | الرفاع الشرقي        |
| ---------------------------------- | --- | -------------------- |
| محمد علي الطيب 13' · راشد جمال 62' |     | جورج 75' (ضربة جزاء) |

## الدور النصف النهائي
| الرفاع                                        | 2-3 | الأهلي                                    |
| --------------------------------------------- | --- | ----------------------------------------- |
| محمد سلمان مكي 51'، 86' · نوربيرتو موريتو 93' |     | محمود عباس 82' · عبد الله فيصل حميدان 87' |

| المحرق               | 0-1 (ب.و.إ.) | النجمة |
| -------------------- | ------------ | ------ |
| عبد الله الدخيل 106' |              |        |

## المباراة النهائية
| المحرق       | 1-1 (ب.و.إ.) | الرفاع             |
| ------------ | ------------ | ------------------ |
| حسين علي 45' |              | محمد سلمان مكي 49' |

## البطل
| كأس ملك البحرين بطل 2009                        |
| ----------------------------------------------- |
| المحرق اللقب الثامن والعشرين الثاني على التوالي |